# Praia das Conchas
Praia das Conchas (« plage des coquillages ») est une localité de Sao Tomé-et-Principe située au nord de l'île de Sao Tomé, dans le district de Lobata. C'est une ancienne roça.

## Population
Lors du recensement de 2012, 174 habitants y ont été dénombrés.

## Roça
Ancien siège de la Companhia Praia das Conchas, c'est un ensemble assez vaste de constructions de différentes époques.
Photographies et croquis réalisés en 2014 mettent en évidence la disposition des bâtiments, leurs dimensions et leur état à cette date.